# Беларусь на «Евровидении-2007»
Беларусь на «Евровидении-2007», проходившем в финском Хельсинки, выступала в четвёртый раз и была представлена Дмитрием Колдуном с песней «Work Your Magic». Колдун не только вышел в финал с 4-го места, но и в финале занял 6-е место, установив рекорд для Беларуси на «Евровидении».

## Национальный отбор
Гала-концерт участников полуфинала «ЕвроФеста» — отборочного тура к «Евровидению-2007» — состоялся 15 декабря в Большом зале Дворца Республики в Минске. Он транслировался в прямом эфире Первого национального канала. По итогам голосования после выступления стали известны финалисты музпроекта. Одного путём интерактивного голосования выбрали зрители, двоих — профессиональное жюри, возглавляемое директором, художественным руководителем Национального оркестра симфонической и эстрадной музыки Беларуси, народным артистом Беларуси, профессором Михаилом Финбергом.

### Результаты финала национального отбора
| № | Исполнитель    | Песня           |
| 1 | Диана Гурцкая  | How Long        |
| 2 | Дмитрий Колдун | Work Your Magic |
| 3 | The Project    | Super Star      |

## Голосования
В финале Беларуси 12 баллов дали  Израиль, Украина, Россия
| Голоса за белорусского исполнителя | Голоса за белорусского исполнителя |
| ---------------------------------- | ---------------------------------- |
| Оценка                             | Страны                             |
| 12                                 | Украина, Россия, Израиль           |
| 10                                 | Армения, Мальта, Молдова           |
| 8                                  | Грузия                             |
| 7                                  | Македония, Эстония, Литва, Польша  |
| 6                                  | Кипр                               |
| 5                                  | Греция                             |
| 4                                  | Босния, Венгрия, Исландия          |
| 3                                  | Черногория                         |
| 2                                  | Чехия, Сербия, Албания             |
| 1                                  | Болгария, Португалия, Румыния      |

| Голоса белорусских телезрителей | Голоса белорусских телезрителей |
| ------------------------------- | ------------------------------- |
| Оценка                          | Страна                          |
| 12                              | Россия                          |
| 10                              | Украина                         |
| 8                               | Молдова                         |
| 7                               | Сербия                          |
| 6                               | Грузия                          |
| 5                               | Армения                         |
| 4                               | Словения                        |
| 3                               | Греция                          |
| 2                               | Литва                           |
| 1                               | Финляндия                       |